# Walwari
Walwari est un parti politique guyanais classé à gauche sur l'échiquier politique et fondé en 1992.
Il est présidé par Line Létard depuis 2017. Le parti s'est successivement affilié au niveau national à la Nouvelle Union populaire écologique et sociale, puis au Nouveau Front populaire.

## Histoire
Walwari est fondé le 30 novembre 1992 par Christiane Taubira et son mari Roland Delannon (d).
Ce parti obtient 17 % de voix aux élections régionales de 2004, ce qui en fait alors la 4e force politique au conseil régional de la Guyane, puis 7,1 % des voix au premier tour des élections régionales de 2015 ; il dispose de la mairie de Kourou jusqu'aux élections municipales de 2014 en Guyane et la défaite du maire sortant Jean-Étienne Antoinette.
En 2007, le parti crée une « section jeune », appelée « Génération Walwari », réservée aux individus de 18 à 35 ans. Ce groupe présente son premier candidat aux élections cantonales de mars 2008, dans le canton de Cayenne Nord-Est).
Lors du renouvellement de 2022 à l'Assemblée nationale, la secrétaire générale Line Létard est une des candidates investies par la NUPES dans la première circonscription, et bénéficie du soutien du Parti socialiste guyanais et d'Europe Écologie Les Verts.
Pour les élections législatives anticipées de 2024, Walwari s'afillie au Nouveau Front populaire, sans présenter de candidats.

## Étymologie
Le mot « walwari » désigne un type de vannerie en Guyane.

## Élus
Jusqu'en décembre 2015, Walwari compte :
- cinq sièges au Conseil régional de la Guyane (dont Christiane Taubira) ;
- un siège au Conseil général de la Guyane.

Depuis cette date, le parti ne compte plus d'élus dans la nouvelle Assemblée de Guyane.

## Résultats électoraux

### Élections législatives
| Année | Premier tour                       | Premier tour                       | Premier tour                       | Second tour                        | Second tour                        | Second tour                        | Sièges                             | Groupe                             | Gouvernement                       |
| Année | Voix                               | %                                  | Rang                               | Voix                               | %                                  | Rang                               | Sièges                             | Groupe                             | Gouvernement                       |
| ----- | ---------------------------------- | ---------------------------------- | ---------------------------------- | ---------------------------------- | ---------------------------------- | ---------------------------------- | ---------------------------------- | ---------------------------------- | ---------------------------------- |
| 1993  | 3 893                              | 18,40                              | 3e                                 | 5 300                              | 55,47                              | 1er                                | 1 / 2                              | NI                                 | Opposition                         |
| 1997  | 3 366                              | 20,32                              | 2e                                 | 5 143                              | 27,92                              | 2e                                 | 1 / 2                              | App. SOC                           | Jospin                             |
| 2002  | 5 045                              | 29,77                              | 2e                                 | 7 879                              | 45,97                              | 2e                                 | 1 / 2                              | App. SOC                           | Opposition                         |
| 2007  | 3 116                              | 13,58                              | 2e                                 | 5 695                              | 21,88                              | 2e                                 | 1 / 2                              | App. SRC                           | Opposition                         |
| 2012  | Ne se présente pas                 | Ne se présente pas                 | Ne se présente pas                 | Ne se présente pas                 | Ne se présente pas                 | Ne se présente pas                 | Ne se présente pas                 | Ne se présente pas                 | Ne se présente pas                 |
| 2017  | 2 190                              | 9,98                               | 4e                                 |                                    |                                    |                                    | 0 / 2                              | Extra-parlementaire                | Extra-parlementaire                |
| 2022  | 436                                | 1,63                               | 10e                                | 0 / 2                              |                                    |                                    |                                    | Extra-parlementaire                | Extra-parlementaire                |
| 2024  | Soutien au Nouveau Front populaire | Soutien au Nouveau Front populaire | Soutien au Nouveau Front populaire | Soutien au Nouveau Front populaire | Soutien au Nouveau Front populaire | Soutien au Nouveau Front populaire | Soutien au Nouveau Front populaire | Soutien au Nouveau Front populaire | Soutien au Nouveau Front populaire |

### Élections sénatoriales
| Année | Premier tour       | Premier tour       | Premier tour       | Second tour        | Second tour        | Second tour        | Sièges             | Tête de liste                             | Groupe              |
| Année | Voix               | %                  | Rang               | Voix               | %                  | Rang               | Sièges             | Tête de liste                             | Groupe              |
| ----- | ------------------ | ------------------ | ------------------ | ------------------ | ------------------ | ------------------ | ------------------ | ----------------------------------------- | ------------------- |
| 1998  | Ne se présente pas | Ne se présente pas | Ne se présente pas | Ne se présente pas | Ne se présente pas | Ne se présente pas | Ne se présente pas | Ne se présente pas                        | Ne se présente pas  |
| 2008  | 161                | 46,94              | 1er                | 168                | 50,76              | 1er                | 1 / 2              | Jean-Étienne Antoinette                   | App. SOC            |
| 2014  | 271                | NC                 | 2e                 | 167                | NC                 | 2e                 | 0 / 2              | Jean-Étienne Antoinette et Hubert Contout | Extra-parlementaire |
| 2020  | Ne se présente pas | Ne se présente pas | Ne se présente pas | Ne se présente pas | Ne se présente pas | Ne se présente pas | Ne se présente pas | Ne se présente pas                        | Ne se présente pas  |

### Élections cantonales
| Année | Premier tour | Premier tour | Second tour | Second tour | Sièges en jeu | Sièges totaux | Gouvernement |
| Année | Voix         | %            | Voix        | %           | Sièges en jeu | Sièges totaux | Gouvernement |
| ----- | ------------ | ------------ | ----------- | ----------- | ------------- | ------------- | ------------ |
| 2008, | 389          | NC           | 471         | NC          | 1 / 10        | 1 / 19        | Majorité     |
| 2011, | 296          | NC           |             |             | 0 / 9         | 1 / 19        | Majorité     |

## Identité visuelle

Avant 2015.
Depuis 2015.